# Gymnosporia gibsonii
Gymnosporia gibsonii är en benvedsväxtart som beskrevs av Kurz. Gymnosporia gibsonii ingår i släktet Gymnosporia och familjen Celastraceae. Inga underarter finns listade.